# Kregor Hermet
Kregor Hermet (Tallinn, 9 giugno 1997) è un cestista estone.

## Palmarès
- Campionato estone: 4

Kalev/Cramo: 2020-2021, 2022-2023, 2023-2024, 2024-2025
- Coppa di Estonia: 2

Kalev/Cramo: 2020, 2024
- Lega Lettone-Estone: 1

Kalev/Cramo: 2020-2021